# Song Khê, Tân Bắc
Song Khê (tiếng Trung: 雙溪區; bính âm Hán ngữ: Shuāngxī Qū; bính âm thông dụng: Shuangsi Cyu) là một khu (quận) của thành phố Tân Bắc, Trung Hoa Dân Quốc (Đài Loan). Sở dĩ quận có tên là Song Khê là do có hai dòng suối Mẫu Đơn và Cập Bình nhập vào nhau. Quận có tỷ lệ đô thị hóa thấp và dân cư thưa thớt.